# Ruta de Rhode Island 115
La Ruta de Rhode Island 115, y abreviada R.I. 115 (en inglés: Rhode Island Route 115) es una carretera estatal estadounidense ubicada en el estado de Rhode Island. La carretera inicia en el Sur desde la Ruta 116     en Scituate hacia el Norte en la Ruta 117     en Warwick. La carretera tiene una longitud de 9,7 km (6 mi).

## Mantenimiento
Al igual que las autopistas interestatales, y las rutas federales y el resto de carreteras estatales, la Ruta de Rhode Island 115 es administrada y mantenida por el Departamento de Transporte de Rhode Island por sus siglas en inglés RIDOT.

## Cruces
La Ruta de Rhode Island 115 es atravesada principalmente por la Ruta 2  , I 95   en Warwick.